# Ausgeschlachtet – Organe auf Bestellung
Ausgeschlachtet – Organe auf Bestellung (englischsprachiger Originaltitel: Human Harvest, auch Davids and Goliath, chinesisch 活摘,大衛戰紅魔) ist eine im Jahr 2015 mit dem Peabody Award ausgezeichnete Dokumentation aus dem Jahr 2014 des Regisseurs Leon Lee aus Vancouver. Sie folgt den Untersuchungen der Friedensnobelpreiskandidaten David Matas und David Kilgour über die Anschuldigungen, ob und wie staatlich geführte Krankenhäuser in China Organe von politischen Gefangenen und Gewissensgefangenen, hauptsächlich Falun-Gong-Praktizierende, gewaltsam entnommen, verkauft und dabei Zehntausende getötet haben.

## Dreharbeiten
Der Film wurde durch das Diverse Languages Program des Canada Media Fund gefördert, das Produktionen über die kanadische Vielfalt unterstützt. Das Languages Program fördert Projekte in anderen Sprachen als Englisch, Französisch oder kanadischen Ureinwohnersprachen. Human Harvest wurde ursprünglich auf Mandarin (Hochchinesisch) produziert.
Zusätzlich zu der Arbeit des Regisseurs Leon Lee trugen zwei kanadische Filmgesellschaften zu der Produktion von Human Harvest bei, und zwar Principal of Flying Cloud Productions in Vancouver und die in Toronto ansässige Mark Media.

## Wirkung

### Kommentare der Jury des Peabody Awards
Jury des Peabody Awards: „Die starken Zeugenaussagen über die Feinheiten des Handels und der Kosten an Menschenleben, einschließlich der Interviews mit chinesischen Ärzten, die offenbarten, dass sie dazu gezwungen wurden, Organe von lebenden politischen Gefangenen zu entnehmen, machen dies zu einer erschütternden Enthüllung eines teuflischen Systems von gewaltsam erzwungenen Organtransplantationen.“
Gewinner des Peabody Awards müssen einstimmig von den 17 Mitgliedern des Peabody Board of Jurors unterstützt werden.

### Medien
Am 7. April 2015 strahlte Dateline von Special Broadcasting Service den Film aus und drängte die australische Regierung, etwas zu unternehmen, um den unrechtmäßigen Organhandel in China zu beenden. Der Sydney Morning Herald berichtete, dass die Untersuchungen von David Matas und David Kilgour „dazu drängen, die Täter wegen Verbrechen gegen die Menschheit vor das Internationale Strafgericht zu stellen“.
2015 sicherte die Kommunistische Partei Chinas zu, dass sie mit der Organentnahme bei zum Tode verurteilten Gefangenen aufhören würde, eine Bekanntmachung, die Regisseur Lee skeptisch betrachtete.
Am 18. Februar 2016 wurde auf 3sat Ausgeschlachtet – Organe auf Bestellung ausgestrahlt, die deutsche Bearbeitung von Human Harvest.

### Filmgesellschaften
Die kanadischen Filmgesellschaften Principal of Flying Cloud Productions und Mark Media, die an der Dokumentation mitarbeiteten, engagieren sich auch an anderen Projekten, einschließlich einer ausführlichen Untersuchung bezüglich der Kontroversen um die Konfuzius-Institute.

## Deutsche Version
Am 18. Februar 2016 wurde von 3sat innerhalb der Folge Organhandel – Der Wert des Menschen der Dokuserie scobel die deutschsprachige Version von Human Harvest, Ausgeschlachtet – Organe auf Bestellung, ausgestrahlt. In der deutschen Version kommt Professor Huige Li von der Johannes Gutenberg-Universität Mainz zu Wort, der die eingeschränkte Nutzung der Organe von zum Tode verurteilten Kriminellen erklärt und wieso Gewissensgefangene als Organquelle dienen. Ausgeschlachtet – Organe auf Bestellung diente zur Einleitung einer Diskussion, in der der Handel mit menschlichen Organen als moderne Variante der Sklaverei beleuchtet wurde, und welche Gründe dafür verantwortlich sein könnten, dass diese „besonders brutale Form von Sozialdarwinismus“ überhaupt entstehen konnte.

## Auszeichnungen
- Documentary Film Award IAFOR 2016, November 2016[18]
- AIB Media Excellence Award, International Investigative Documentary, November 2015[19]
- Peabody Award, April 2015[3]
- Salem Film Fest Awards – „The Michael Sullivan Frontline Award for Journalism in a Documentary Film“, 2015[20]
- Flathead Lake International Cinemafest, „Best Picture-Documentary“,2015[21]
- Big Muddy Film Festival, Beste Dokumentation, 2015[22]
- Global Film Awards, „Humanitarian Awards: Grand Prize“, 2014[23]
- Filmfestival Indie Fest, „Best of Show“-Documentary, 2014[24]
- Viewster Online Film Festival, 1. Platz, Dezember 2014[25]
- Hamilton Film Festival in Kanada, Beste Dokumentation, November 2014[26]